# 바야돌리드 국제 영화제
바야돌리드 국제 영화제(스페인어: Semana Internacional de Cine de Valladolid) 또는 약칭 세민치(Seminci)는 스페인 바야돌리드에서 개최되는 영화제이다.